# 2026年冬季奥林匹克运动会塞尔维亚代表团
2026年冬季奧林匹克運動會塞爾維亞代表團是塞爾維亞所派出的第25届冬季奥林匹克运动会代表团。这是塞爾維亞第五次参加冬季奥运。

## 参赛者统计
以下是参加本届运动会每个运动大项的参赛选手人数列表。
| 大项     | 男子 | 女子 | 合计 |
| -------- | ---- | ---- | ---- |
| 高山滑雪 | 1    | 1    | 2    |
| 越野滑雪 | 1    | 1    | 2    |
| 合计     | 2    | 2    | 4    |

## 高山滑雪
塞爾維亞迄今已有一名女子和一名男子高山滑雪运动员通过基本配额认证。